# Martín Maquieyra
Martín Maquieyra (General Pico, 10 de noviembre de 1988) es un politólogo y político argentino de Propuesta Republicana, que se desempeña como diputado nacional por la provincia de La Pampa desde 2016. Asumió como reemplazo de Carlos Mac Allister, renovando su banca en 2017 y 2021.

## Biografía
Nació en noviembre de 1988 en General Pico (La Pampa). Estudió ciencia política en la Pontificia Universidad Católica Argentina Santa María de los Buenos Aires, graduándose en 2015.
Se involucró en política en «La Generación Argentina», un grupo juvenil organizado dentro del partido Propuesta Republicana (PRO), convirtiéndose en el secretario general de la agrupación en 2012. Luego se desempeñó como asesor legislativo del diputado nacional Carlos Mac Allister.
En las elecciones legislativas de 2013, fue el tercer candidato a diputado nacional en la lista del «Frente Propuesta Federal», detrás de Mac Allister y Adriana Leher. Con 19,33% y en tercer lugar en las elecciones generales, la lista recibió suficientes votos para que sólo Mac Allister fuera elegido a la Cámara de Diputados. En 2016, Mac Allister fue nombrado Secretario de Deportes de la Nación por el presidente Mauricio Macri; como Laher había sido elegido previamente para la legislatura provincial de La Pampa, Maquieyra asumió como diputado para completar el período de Mac Allister. Tras prestar juramento el 3 de marzo de 2016, con 27 años de edad, se convirtió en el legislador más joven en ese momento. Formó parte de las comisiones de Educación; de Agricultura y Ganadería; y de Transportes.
Se postuló para la reelección en las elecciones legislativas de 2017. Su lista del PRO se enfrentó en las primarias contra dos listas de la Unión Cívica Radical, y ganó, convirtiéndolo en el primer candidato en la lista de Cambiemos que compitió en las elecciones generales. Con el 45,39% de los votos, Cambiemos fue la segunda lista más votada en las elecciones generales, lo que permitió la reelección de Maquieyra. Durante su mandato 2017-2021, formó parte de las comisiones de Vivienda y Ordenamiento Urbano; de Relaciones Exteriores y Culto; de Economía; de Agricultura y Ganadería; y de Mercosur. Se opuso a la legalización del aborto en Argentina, votando en contra de los dos proyectos de ley de Interrupción Voluntaria del Embarazo debatidos por el Congreso en 2018 y 2020.

### Elecciones Legislativas 2021
Fue reelegido para un nuevo período en las elecciones legislativas de 2021, en la lista de Juntos por el Cambio.